# Liste des phares au Canada

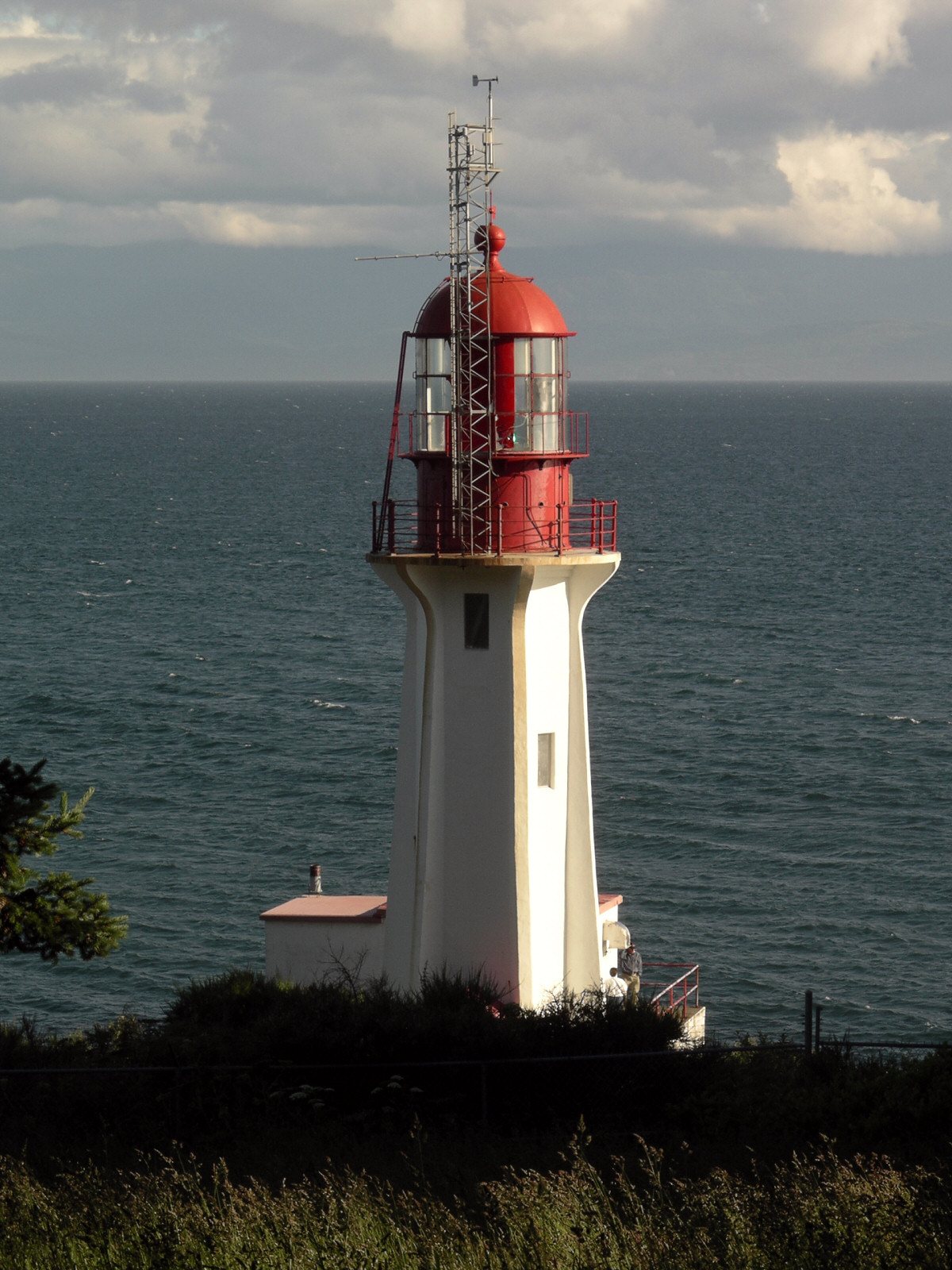
Phare de Sheringham Point

Voici une liste des phares au Canada. Ils peuvent être divisés en phares de la côte du Pacifique, de  l'océan Arctique, du bassin versant de la Baie d'Hudson, de la mer du Labrador et du golfe du Saint-Laurent, du fleuve Saint-Laurent (y compris les Grands Lacs) et de la côte atlantique. 
Les aides à la navigation au Canada sont entretenues par la Garde côtière canadienne  . En 2008, le Parlement a adopté la Loi sur la protection des phares patrimoniaux (Heritage Lighthouse Protection Act (en) pour désigner et protéger les phares patrimoniaux (avec *).

## Manitoba
- List of lighthouses in Manitoba (en)

## Terre-Neuve-et-Labrador
- List of lighthouses in Newfoundland and Labrador (en)

## Nouveau-Brunswick
- List of lighthouses in New Brunswick (en)

## Nouvelle-Écosse
| - Phare de Balache Point - Phare de Devils Island - Phare de Cape Fourchu - Phare de Cape North - Phare de Cape Sable Island - Phare de Five Islands - Phare de Fort Point - Phare de Georges Island - Phare de Hampton | - Phare de Kidston Island - Phare de Louisbourg - Phare de Low Point * - Phare de Peggys Point * - Phare de Point Print - Phare de Sambro Island - Phare de Schafner Point * - Phare de Seal Island - Phare de Victoria Beach * |